# São Nicolau (Río Grande del Sur)
São Nicolau es un municipio brasileño del estado de Rio Grande do Sul.
Su población estimada para el año 2004 era de 6.146 habitantes.
Ocupa una superficie de 485,3 km².
Fue fundada en 1626 por el misionero jesuita Roque González de Santa Cruz.